# Сезам, откройся!!!
«Сезам, откройся !!!» (также «Электрический слуга») — юмористический рассказ Александра Беляева. Опубликован в 1928 году.

## История
Юмористический детективный рассказ «Сезам, откройся!!!» Беляев впервые опубликовал в журнале «Всемирный следопыт» (1928, № 4) под псевдонимом «А.Ром». Этот же рассказ под названием «Электрический слуга» был опубликован в журнале «Вокруг света» (Л., 1928, № 49). Написан примерно в то же время, что и другой юмористический рассказ писателя «Легко ли быть раком».

## Сюжет
Богатый немецкий промышленник Гане, отошедший от дел, живёт в окрестностях Филадельфии со своим дряхлеющим слугой, которому всё труднее обслуживать хозяина. Неожиданно к нему приходит человек, представившийся агентом «Вестингауза» и предлагает установить в доме механические устройства для облегчения быта. Заинтересовав недоверчивого Гане, он устанавливает в доме автоматические двери, вентиляторы и механическую метлу, которые реагируют на человеческий голос. Всё это пришлось как нельзя более кстати не́мощным старикам. Вскоре тот же агент привозит в дом «механических слуг», однако ночью механические слуги, оказавшиеся лишь переодетыми сообщниками мошенника, обчищают ценный сейф и исчезают, оставив полиции свои пустые оболочки.

### Особенности сюжета
- Фраза «Сезам, откройся» служила приказанием для открытия механических дверей в доме Гане. Это знаменитое заклинание, с помощью которого разбойники из сказки «Али-баба и сорок разбойников» (сказки «Тысяча и одна ночь») открывали секретную пещеру, в которой хранили свои сокровища.
- Под компанией «Вестингхауз» Беляев, очевидно, подразумевал известную американскую компанию «Вестингауз Электрик», основанную Джорджем Вестингаузом и выпускавшую в то время электрические домашние приборы.
- В целом, рассказ отличается от других произведений писателя отсутствием жёсткого, идеологически выверенного отрицательного отношения к западному образу жизни и капиталистам, Гане и Иоганн изображены сочувственно как пожилые одинокие люди.

## Персонажи
- Эдуард Гане — бывший промышленник
- Иоганн — его слуга
- Джон Мичель — мошенник
- Штольц — агент «Вестингауза»